# Un dia de boda
Un dia de boda, títol original en anglès A Wedding, és una comèdia satírica de Robert Altman estrenada el 1978.

## Argument
Dues famílies d'extracció diferent celebren, amb grans pompes, el matrimoni dels seus fills respectius.
El vernís de la cerimònia s'escrostonarà a poc a poc al fil de la jornada.
De falsos enganys a verdaderes mentides on es vol ignorar que el bisbe està xaruc o que l'àvia és ben morta i no adormida, les verdaderes cares dels convidats es descobreixen a mesura que els rancors emergeixen dels somriures de circumstàncies...

## Repartiment
- Vittorio Gassman: Luigi Corelli
- Geraldine Chaplin: Rita Bilingsley, l'organitzadora
- Mia Farrow: Buffy Brenner
- Lillian Gish: Nettie Sloan, l'àvia[3]
- Desi Arnaz Jr.: Dino Corelli, el promès
- Carol Burnett: Tulip Brenner
- Howard Duff: Dr. Jules Meecham
- Lauren Hutton: Flo Farmer
- Viveca Lindfors: Ingrid Hellstrom
- Amy Stryker: Bunyol Brenner, la promesa
- Pat Mccormick: Mackenzie Goddard
- Dina Merrill: Antoinette Sloan Goddard
- Nina Van Pallandt: Regina Corelli

## Nominacions
- César a la millor pel·lícula estrangera